# Droga wojewódzka nr 465
Droga wojewódzka nr 465 (DW465) – droga wojewódzka o długości 3 km, leżąca na obszarze województwa opolskiego. Trasa ta łączy Żelazną z Dobrzeniem Małym. Droga leży na terenie powiatu opolskiego.

## Miejscowości leżące przy trasie DW465
- Żelazna
- Dobrzeń Mały